# Sliznatky
Sliznatky (Myxini) jsou mořští živočichové s tělem úhořovitého tvaru žijící při dně. Jedná se o jediné známé recentní živočichy, kteří mají lebku, avšak nemají páteř (pouze zakrnělé chrupavčité obratle). Sliznatky bývají řazeny do samostatné třídy sliznatky (Myxini) s jediným řádem sliznatkotvární (Myxiniformes).

## Charakteristika skupiny
Na rozdíl od mihulí ještě nepatří mezi obratlovce, podle některých zdrojů však ano, jejich obratle nejsou pravé a proto jsou většinou z obratlovců vyčleněny. Jsou řazeny mezi bezčelistnatce. Sliznatky nemají pravá ústa a mají velmi zachovalou strunu hřbetní, která je v některých místech nahrazována základy obratlů. Jejich skutečné systematické řazení je stále ještě předmětem výzkumu – nemají však daleko k mihulím.
Sliznatky jsou málo prozkoumaní bentičtí živočichové (tj. žijící u dna). Obývají většinou mělká moře v chladných místech mírného pásu, ale v menší míře také chladnější hluboká moře tropického pásu. Jde o stálé, nemigrující živočichy. Třída sliznatek zahrnuje asi 60 druhů v 5 až 7 rodech řazených obvykle do jediné čeledi sliznatkovitých. Jsou známy také fosilní rody Myxinikela a Gilpichthys ze svrchního karbonu z doby před asi 330 miliony lety.

## Popis a anatomie
Sliznatky mají protáhlá válcovitá těla úhořovitého tvaru, které je pokryto lysou kůží bez šupin. Nemají párové ploutve, ploutevní lem je přítomen. Typicky jsou kolem 50-100 cm dlouhé. Největší sliznatkou je Eptatretus carlhubbsi, která může dorůst až 1,4 m a vážit několik kilogramů.
Oporou jejich těla je struna hřbetní. Na ní se někdy vyskytují náznaky obratlů, které jsou však jen velmi primitivní (lépe jsou vyvinuty u mihulí). Místo pravých úst vyskytujících se u čelistnatců mají otevřený kruhovitý disk vyzbrojený rohovitými zuby. Tato ústa se jako u všech bezčelistnatců nedají zavřít. Kůže sliznatek obsahuje mnoho slizových žláz vyměšujících množství lepkavého slizu. Ten v mořské vodě bobtná, čímž napomáhá rychlému úniku před predátory.

## Biologie
Živí se mořskými měkkýši, členovci a mrtvými nebo poraněnými rybami, zdravé ryby napadají sliznatky jen výjimečně.

### Rozmnožování
Sliznatky kladou velká vajíčka chráněná tuhým obalem, ve kterých jsou již noví dospělci, kteří neprochází žádným larválním stadiem. Mláďata se z vejce dostávají v části, kde je obal zeslabený.

## Hospodářský význam
Sliznatky zatím nemají velký hospodářský význam. Některé druhy jsou údajně lahůdkou v Koreji, kde se za tímto účelem loví do pastí.
Kanadský výzkum z roku 2012 prokázal, že ze slizu, který sliznatky vylučují při obraně, je možné získat lepidlo – druh klihu, nylonu podobná proteinová vlákna a fólie stokrát jemnější než lidský vlas.

## Taxonomie
Je známo kolem 70 druhů sliznatek.

### Dřívější taxonomie

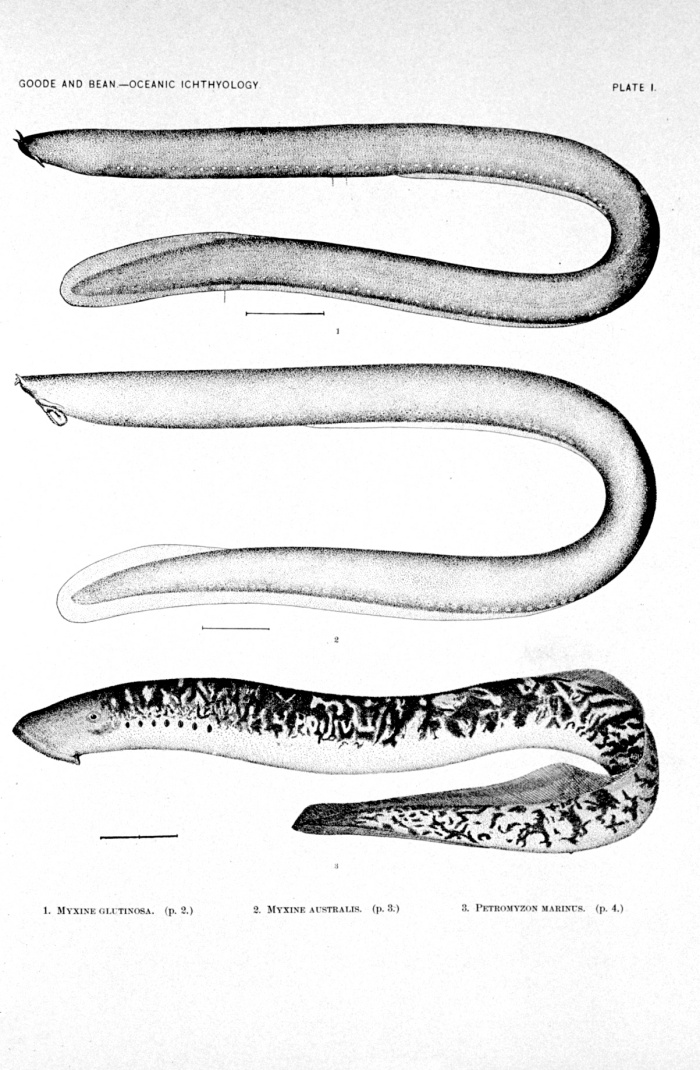
Porovnání sliznatek (nahoře) s mihulí (dole)

Dříve patřily sliznatky do třídy kruhoústých (od kruhovitého disku úst) v nadtřídě bezčelistnatců, později se posunuly na úroveň třídy a kruhoústí zmizeli. Tato dvě alternativní řazení jsou znázorněna schematicky takto:
```
                                 _|-Hyperotreti (sliznatky)
                  |-Cyclostomi--|_
 ---Vertebrata----|               |-Hyperoartia (mihule)
                  |-Gnathostomata (čelistnatci)
```

```
               |-Hyperotreti (sliznatky)
 ----Craniata--|            |-Hyperoartia (mihule)
               |-Vertebrata-|
                            |-Gnathostomata (čelistnatci)
```

### Navrhovaný nový systém
Dnes se uvažuje o zařazení sliznatek do samostatného podkmenu strunatců:
- Podkmen: sliznatky (Myxini)
  - Třída: sliznatky (Myxini)
    - Řád: sliznatkotvární (Myxiniformes)
      - Čeleď: sliznatkovití (Myxinidae)
        - Podčeleď: Myxininae
        - Podčeleď: Quadratinae
        - Podčeleď: Eptatretinae
        - Podčeleď: Paramyxine